# 新生北路 (臺北市)

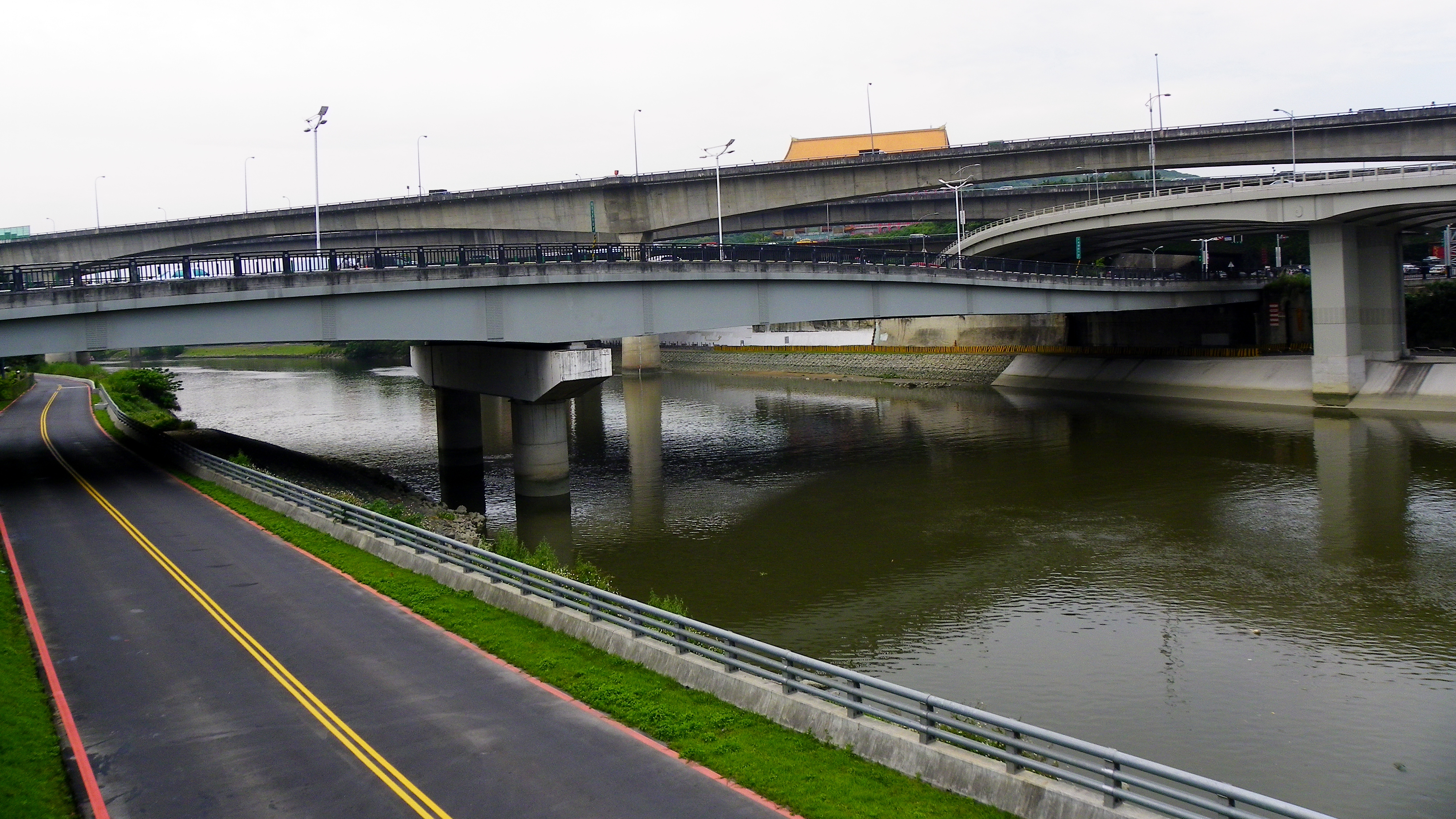
中山橋與新生高架橋立體交會處。

新生北路是臺灣臺北市境內的主要道路之一，其高架道路與中山北路、新生北路、金山北路、金山南路共構貫穿其中。

## 行經行政區域
（由北至南）
- 士林區
- 中山區
- 中正區

## 通往
往北經中山北路過基隆河往士林北投方向。
往南經新生北路、金山南路至仁愛路、信義路、國立臺灣師範大學。

## 分段
- 一段:南於八德路口與新生南路一段相接,北於南京東路口與新生北路二段相接
- 二段:南於南京東路口與新生北路一段相接,北於民權東路口與新生北路三段相接
- 三段:南於民權東路口與新生北路二段相接,北抵濱江街;高架道路往北接中山北路四段

## 歷史
- 1933年日治時期完成「特一號排水溝」，也稱為「堀川」，常被誤認為瑠公圳。距離西側不遠處，曾有第二霧裡薛支線與瑠公圳西新庄子支線[1]。「堀川」兩旁修築道路，當時稱為「堀川通」，即為今日之新生南路、北路。
- 1983年高架道路通車。
- 北側透過松江大橋接圓山圓環，西引道連接劍潭，可通往士林、北投；東引道連接北安路，可通往大直、內湖。匝道橋橋寬均為5.5公尺。
- 南接金山南路濟南路口。
- 松江大橋及跨越鐵路的路段為三車道，其餘為二車道。

### 新生高架橋改善工程
臺北市政府工務局在921大地震之後相關條文修正，對橋的耐震標準相對提高，臺北市即對轄管橋樑做檢查，而新生高架橋未達到5級標準，將進行相關補強作業。
- 主線改連結原本中山二橋路基通往中山北路五段。
- 新生高架往大直方向改為外側車道閘道一線，且不併入圓山圓環與圓山隧道。
- 大直往新生高架改由隧道口進入專用閘道，與中山北路平面道交會處新增號誌控管，惟平面車道禁止右轉上新生高架。

- 2008年12月13日－2009年3月31日，封閉濟南路至民生東路北上車道。
- 2009年3月28日－9月30日，封閉民生東路至圓山北上車道；全線南下車道。
- 2009年4月11日－13日每日0:00－6:00，封閉中山北路（酒泉街至圓山隧道段），拆除新生高架南下引道。
- 2009年8月5日，被爆出此工程使用有瑕疵隱憂的接著劑進行橋樑補強；起因於代理接著劑的瑞士商西卡公司涉嫌隱瞞美國分公司的警示信函，並漠視今年1月美國分公司要求全面回收瑕疵品的通知。
- 2009年10月10日，整修工程完成，重新開放通車，並開放大型重型機車行駛。

## 道路狀況
- 新生北路轉往金山北路處有個將近90度的大轉彎，常造成車輛因車速過快轉彎不及而肇事的狀況[2][3]，對於路況不熟的駕駛人要格外小心。
- 因高架橋位於「特一號排水溝」上方，南向車道位於原堤防側，部份匝道上下橋處路伏較窄，北向車道則因橫向路基跨越而較為起伏，需要多留意。
- 新生北路錦州街口平面跨越處設有錦州橋，大型車行走於北向車道經過該路口時要多留意車高[4]。

## 高架道路
新生高架道路大致呈南北向。是全市第一條南北向的高架道路，且由於其路線貫穿臺北市區（中山區），是台北市重要的交通幹道。

### 出入口
| 新生高架道路路線設施里程一覽表 |      |            |                 |                   |        |        |                                     |
| 標誌                           | 里程 | 名稱       | 順樁預告        | 逆樁預告          | 形式   | 通車日 | 銜接道路 →聯絡地區                  |
|                                | 0.0  | 圓山端     | 公路起點        | 公路終點          | 直接式 | 1983年 | 中山北路 →士林區、北投區            |
| 出口                           |      | 大直       | （僅北上出口）  | 大直 北安路       | 匝道   | 1983年 | 北安路 →內湖區                      |
| 出口                           |      | 民族東路   | 民族東路 濱江街 | （無北出匝道）    | 匝道   | 1983年 | 民族東路、濱江街 →中山區            |
| 出口                           |      | 民生東路   | （僅北上出口）  | 民生東路          | 匝道   | 1983年 | 民生東路 →中山區                    |
| 出口                           |      | 長春路     | 長春路          | （僅南下出口）    | 匝道   | 1983年 | 長春路 →中山區                      |
| 出口                           |      | 長安東路   | 長安東路        | 長安東路 南京東路 | 匝道   | 1983年 | 長安東路、南京東路 →中山區          |
| 出口                           |      | 八德路     | 八德路 忠孝東路 | （僅南出北入）    | 匝道   | 1983年 | 八德路、台5線（忠孝東路） · →中山區 |
|                                | 3.9  | 金山南路端 | 公路終點        | 公路起點          | 直接式 | 1983年 | 金山南路 →中正區                    |

### 廢除提議
由於新生高架橋為加蓋在堀川上面的快速道路系統，與韓國首爾在清溪川填平之後興建高架橋的先例十分相近，因此有一些人士提議仿效首爾的做法─拆除高架道路，還原成露天河川的狀態，改善當地環境，並提供市民親水空間。支持此作法的謝長廷表示，拆除新生北路高架橋以前必須拆除台北松山機場以提供替代道路；郝龍斌則認為臺北捷運中和新蘆線的全面通車是交通替代措施。

## 沿線設施
（由北到南）
- 三段
  - 新生公園（105號）
  - 稻江護家（55號）

- 二段
  - 臺北市立新興國民中學（正門位於林森北路511號）
  - 新興市場（正門位於林森北路487號）
  - 林森公園
  - 台北市公共自行車租賃系統林森公園站
  - 惠通橋（南京東路口，寬度5.9m，現存拱形橋底跨距16.20m）
  - 欣欣百貨後棟（28號）

- 一段
  - 台灣建國聯盟中央黨部（106號）

## 外部連結
- 维基共享资源上的相關多媒體資源：新生北路